# Emilio Gutiérrez Fernández
Emilio Gutiérrez Fernández (Santa Olaja de la Varga, León, 29 de abril de 1956) es un funcionario y político español del Partido Popular. Fue alcalde de la ciudad de León entre 2011 y 2015. También fue alcalde del municipio leonés de Cistierna desde 1995 hasta 1999.

## Biografía

### Primeros años y formación
Nació en la localidad de Santa Olaja de la Varga, perteneciente al término municipal de Cistierna en la provincia de León. Se licenció en Filología Anglogermánica por la Universidad de Oviedo y ha sido inspector técnico de Educación. Trabajó como docente en diversos institutos de Asturias y León hasta acabar en 1982 como profesor de educación secundaria en Cistierna, donde fue director del Instituto de Formación Profesional.

### Carrera política
En las elecciones municipales de 1995 fue elegido alcalde de su municipio natal, Cistierna, y nombrado vicepresidente segundo de la Diputación Provincial de León, así como vicepresidente del Instituto Leonés de Cultura (ILC). Entre 2002 y 2007 ocupó el cargo de Director Provincial de Educación de León. Fue designado director general de Planificación, Ordenación e Inspección Educativa de la Consejería de Educación de la Junta de Castilla y León de 2007 a 2011.
En las elecciones municipales de 2011 encabezó la lista del Partido Popular a la alcaldía de León obteniendo la mayoría absoluta, hecho que no se producía en la ciudad desde 1995 con Mario Amilivia como regidor. Fue alcalde hasta 2015 sin optar a la reelección, año en el que dejó la política activa para volver a su puesto de trabajo como empleado público dando clases en el instituto de Mansilla de las Mulas..